# Hernádszurdok
Hernádszurdok ist eine Gemeinde im Komitat Borsod-Abaúj-Zemplén.

## Geografische Lage
Hernádszurdok liegt im Norden Ungarns, 57 Kilometer vom Komitatssitz Miskolc entfernt, am westlichen Ufer des Flusses Hernád. 
Nachbargemeinden sind Garadna 8 km, Hidasnémeti 2 km und Tornyosnémeti 6 km.
Die nächste Stadt Gönc ist 6 km von Hernádszurdok entfernt.

## Sehenswürdigkeiten
- Reformierte Kirche Hernádszurdoki Református Egyházközség temploma, erbaut 1861
- Römisch-katholische Kirche Szűz Mária Szíve kápolna